# You're Not Alone
You're Not Alone är en sång skriven av Alexander Bard, Fredrik Kempe och Anders Hansson, och framförd av BWO i Melodifestivalen 2009. Låten deltog i den tredje deltävlingen i Ejendals Arena i Leksand den 21 februari 2009. Låten gick vidare till andra chansen där den sedan slogs ut.
Singeln släpptes från albumet Big Science  i Danmark, Finland, Norge och Sverige 2009. 
Den nådde som högst elfte plats på svenska singellistan. Den 12 april 2009 gick melodin även in på Svensktoppen .
I Melodifestivalen gick låten i balladtempo, men på skivinspelningarna gjordes även en mer fartfylld version.

## Låtlista
Digital nedladdning:
1. You're Not Alone (Ballad Radio Edit) 3:00
2. You're Not Alone (Skyylab Radio Edit)/Disco Version/ 3:04
3. You're Not Alone (Fatty Phunk Radio Edit) 3:53
4. You're Not Alone (SoundFactory Radio Edit) 3:41
5. You're Not Alone (Oscar Holter Radio Mix) 3:00
6. You're Not Alone (SoundFactory Club Anthem) 6:19
7. You're Not Alone (Skyylab Extended Mix) 4:45
8. You're Not Alone (Fatty Phunk Extended Mix) 4:52
9. You're Not Alone (Oscar Holter vs. Tombola Techhouse Mix) 5:22
10. You're Not Alone (SoundFactory Big Room Dub) 6:57

## Listplaceringar
| Lista (2009) | Topplacering |
| ------------ | ------------ |
| Sverige      | 11           |

### Fotnoter
1. ↑  ”Svensk mediedatabas”. http://smdb.kb.se/catalog/id/002491056. Läst 26 maj 2011.
2. ↑  ”Svensk mediedatabas”. http://smdb.kb.se/catalog/id/002464988. Läst 26 maj 2011.
3. ↑  Svensktoppen - 12 april 2009
4. ↑  Placeringar på den svenska singellistan